# Pristaulacus rubriventer
Pristaulacus rubriventer är en stekelart som först beskrevs av Philippi 1873.  Pristaulacus rubriventer ingår i släktet Pristaulacus och familjen vedlarvsteklar. Inga underarter finns listade i Catalogue of Life.